# Arenicola
Arenicola is een geslacht van mariene borstelwormen (Polychaeta) uit de familie van de Arenicolidae. Een algemene vertegenwoordiger van dit geslacht is de zeepier (Arenicola marina).
De wetenschappelijke naam van het geslacht werd in 1801 voorgesteld door Jean-Baptiste de Lamarck. De naam betekent "zandbewoner."
In 1959 verplaatste George Philip Wells een aantal soorten uit dit geslacht naar de geslachten Arenicolides Mesnil en Abarenicola (nieuw geslacht).

## Soorten
- Arenicola brasiliensis Nonato, 1958
- Arenicola cristata Stimpson, 1856
- Arenicola defodiens Cadman & Nelson-Smith, 1993
- Arenicola glasselli Berkeley & Berkeley, 1939
- Arenicola loveni Kinberg, 1866
- Arenicola marina (Linnaeus, 1758) (Zeepier)

### Synoniemen
- Arenicola abildgaardti Castelnau, 1842 => Arenicola marina (Linnaeus, 1758)
- Arenicola assimilis Ehlers, 1897 => Abarenicola assimilis (Ehlers, 1897)
- Arenicola bobretzkii Czerniavsky, 1881 => Arenicolides branchialis (Audouin & Milne Edwards, 1833)
- Arenicola boeckii Rathke, 1843 => Arenicolides ecaudata (Johnston, 1835)
- Arenicola bombayensis Kewalramani, Wagh & Ranade, 1960 => Arenicola cristata Stimpson, 1856
- Arenicola branchialis Audouin & Milne Edwards, 1833 => Arenicolides branchialis (Audouin & Milne Edwards, 1833)
- Arenicola bucci Hanna, 1898 => Arenicolides ecaudatus (Mesnil, 1897) => Arenicolides ecaudata (Johnston, 1835)
- Arenicola carbonaria Leach, 1816 => Arenicola marina (Linnaeus, 1758)
- Arenicola caroledna Wells, 1961 => Arenicola brasiliensis Nonato, 1958
- Arenicola claparedi Levinsen, 1884 => Abarenicola claparedi (Levinsen, 1884)
- Arenicola clavata Ranzani, 1817 => Arenicola marina (Linnaeus, 1758)
- Arenicola cyanea Czerniavsky, 1881 => Arenicolides branchialis (Audouin & Milne Edwards, 1833)
- Arenicola dioscurica Czerniavsky, 1881 => Arenicolides branchialis (Audouin & Milne Edwards, 1833)
- Arenicola dorvilliana Leach in Johnston, 1865 => Arenicolides branchialis (Audouin & Milne Edwards, 1833)
- Arenicola ecaudata Johnston, 1835 => Arenicolides ecaudata (Johnston, 1835)
- Arenicola glacialis Murdoch, 1885 => Arenicola marina glacialis Murdich, 1885
- Arenicola grubii Claparède, 1868 => Arenicolides branchialis (Audouin & Milne Edwards, 1833)
- Arenicola montagui Leach in Johnston, 1865 => Arenicolides branchialis (Audouin & Milne Edwards, 1833)
- Arenicola natalis Girard, 1856 => Arenicola marina (Linnaeus, 1758)
- Arenicola nodosa Leach in Johnston, 1865 => Arenicolides branchialis (Audouin & Milne Edwards, 1833)
- Arenicola piscatorum Lamarck, 1801 => Arenicola marina (Linnaeus, 1758)
- Arenicola pusilla Quatrefages, 1866 => Abarenicola pusilla (Quatrefages, 1866)
- Arenicola tinctoria Leach, 1816 => Arenicola marina (Linnaeus, 1758)
- Arenicola (Pteroscolex) antillensis Lütken, 1864 => Arenicola cristata Stimpson, 1856